# László Almásy
László Ede Almásy de Zsadány et Törökszentmiklós (Borostyánkő, 22 agosto 1895 – Salisburgo, 22 marzo 1951) è stato un esploratore, aviatore e militare ungherese.
Parte della sua vita è narrata nel romanzo Il paziente inglese di Michael Ondaatje (1992), da cui è stato tratto un film.

## Biografia
Almásy nacque a Borostyánkő, nell'Impero austro-ungarico (oggi Bernstein, Austria), in una famiglia dell'aristocrazia ungherese. Dal 1911 al 1914 studiò ad Eastbourne (Regno Unito) con un insegnante privato. Durante la prima guerra mondiale servì nell'esercito austro-ungarico; alla fine del conflitto tornò ad Eastbourne e intraprese studi tecnici, appassionandosi all'aeronautica e diventando membro del club di aviatori di Eastbourne. La sua amicizia con il re Carlo I d'Austria-Ungheria gli valse il titolo non ufficiale di conte.
Dopo il 1921 si dedicò all'automobilismo, vincendo diverse gare come rappresentante dell'industria austriaca Steyr. Nello stesso decennio si recò spesso in Nordafrica (Egitto e Sudan), dapprima come organizzatore di visite turistiche. Nel 1929 si dedicò a una spedizione nel Sahara su automobili Steyr, e a partire dal 1932 intraprese una serie di viaggi nel deserto alla ricerca della leggendaria città di Zerzura. Queste spedizioni (in cui fu affiancato anche da alcuni esploratori inglesi, fra cui Robert e Patrick Clayton) non raggiunsero mai lo scopo di trovare Zerzura (la cui esistenza è tuttora considerata solo una leggenda) ma portarono comunque altri risultati importanti, tra cui la realizzazione della prima mappa dettagliata dei siti di arte rupestre preistorica di Uweinat e Gilf Kebir e la scoperta della più alta montagna del Sahara orientale (Jebel Uweinat) e di una precedentemente sconosciuta tribù nubiana (i Magyarab). In quegli anni Almásy si costruì una grande reputazione di esploratore, e si guadagnò l'appellativo di "padre delle sabbie", datogli dai Beduini che lo accompagnavano nei suoi viaggi. Alcune di queste avventure sono narrate nel libro autobiografico Sahara sconosciuto (Az ismeretlen Szahara), pubblicato per la prima volta a Budapest nel 1934, e in seguito tradotto in tedesco e pubblicato a Lipsia nel 1939. Durante gli ultimi anni 1930 Almásy rimase in Nordafrica, partecipando a nuove spedizioni archeologiche e lavorando come istruttore di volo.

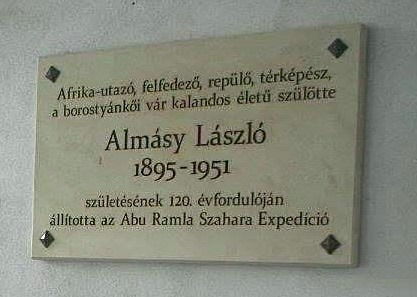
Targa commemorativa a Bernstein, nel castello in cui Almásy nacque

All'inizio della seconda guerra mondiale tornò in patria. Pur non simpatizzando per il nazismo, mise i propri servizi a disposizione dell'Asse per lealtà verso la monarchia ungherese. Fu reclutato dalla Abwehr (l'agenzia di intelligence tedesca). In seguito, date le sue conoscenze di aeronautica, fu assegnato alla Luftwaffe, e mandato in Africa con gli Afrika Korps. Fra il 1941 e il 1942 lavorò agli ordini di Erwin Rommel, distinguendosi per la conoscenza del deserto e portando a termine missioni di spionaggio, come l'Operazione Salaam, in cui riuscì ad aggirare le linee nemiche ed infiltrare due spie tedesche in Egitto. Per queste imprese Rommel lo promosse al grado di maggiore e gli conferì l'onorificenza della Croce di ferro.
Quando la guerra in Africa volse al termine, Almásy rientrò in Europa. A Budapest, mise a frutto i suoi contatti con le gerarchie della Chiesa cattolica per salvare numerose famiglie di ebrei dalla deportazione nei lager nazisti.
Dopo la fine della seconda guerra mondiale, Almásy fu arrestato e finì in una prigione sovietica, da cui riuscì a fuggire probabilmente con l'aiuto dell'intelligence britannica. Tornò in Egitto e per qualche tempo lavorò al servizio del re Farouk I.
Nel 1951, mentre si trovava in Austria, si ammalò gravemente, morendo di dissenteria in un ospedale di Salisburgo.

## Filmografia
- Rommel chiama Cairo - film (1959) interpretato da Peter van Eyck
- Il paziente inglese - film (1996)